# الحقل (العبدية)

تعديل مصدري - تعديل

الحقل هي إحدى قرى عزلة ال غانم بمديرية العبدية التابعة لمحافظة مأرب، بلغ تعداد سكانها 203 نسمة حسب تعداد اليمن لعام 2004.